# Ritz-Carlton Toronto
Le Ritz-Carlton Toronto est un gratte-ciel multiple-usage situé à Toronto en Ontario, construit par la Ritz-Carlton Hotel Company, L.L.C..
Le gratte-ciel est situé au cœur du quartier des finances de Toronto, au 181 Wellington Street West. La construction a débuté en 2007 et l'édifice a été officiellement ouvert en 2011.

## Architecture et détails
Le Ritz-Carlton Toronto de 53 étages possède une hauteur d'environ 210 mètres. Doté d'une architecture post-moderne, l'allure extérieur de l'édifice est faite d'une façade en verre.
Il y a 267 chambres d'hôtels et 135 appartements à l'intérieur. L'édifice comprend un spa d'environ 2 100 m2.
L'appartement situé au dernier étage de l'édifice coûte 11 millions de dollars.
Les prix pour les condominiums se situent entre 700 000 et 8 millions de dollars.